# 반입자

입자(왼쪽)과 반입자(오른쪽)의 전하와 대략적인 크기의 모형. 위에서 아래로; 전자/양전자, 양성자/반양성자, 중성자/반중성자.

입자물리학에서 반입자(反粒子, antiparticle)는 어떤 주어진 입자에 대하여 그 질량이 같고 맛깔, 스핀, 전하가 반대인 입자를 말한다. 모든 입자는 그 반입자를 가진다. 예를 들어 전자의 반입자는 양전자, 양성자의 반입자는 반양성자, 중성자의 반입자는 반중성자, W+의 반입자는 W−이다. 전기적으로 중성인 입자의 경우, 입자가 스스로의 반입자인 경우도 있는데, 예를 들어 광자와 "반광자"는 같은 입자다. (그러나 중성자와 반중성자는 서로 다르다.)
입자와 그 반입자 사이에는 특수한 관계가 있다. 많은 경우에, 입자와 반입자 쌍이 동시에 생성될 수 있는데, 이를 쌍생성이라고 한다. 이런 현상은 우주선이 다른 입자와 충돌할 때 볼 수 있고 거대 가속기에서 양성자와 양성자를 충돌시켜 입자와 반입자가 쌍생성되는 것을 볼 수 있다. 또 입자와 반입자는 (예를 들어) 광자의 쌍으로 쌍소멸할 수도 있다.
반입자와 입자는 에너지가 높은 곳에서 쌍생성되며, 반대로 쌍소멸할 때에는 에너지(빛)를 방출한다.({\displaystyle E=mc^{2}\;}에 의해 에너지는 질량으로, 질량은 에너지로 바뀔 수 있다) 이렇게 에너지를 흡수하고 생성하면서 생기는 요동을 진공에너지 라고 한다.
통상적으로, 우주에 많이 존재하는 입자를 "물질", 그 반입자를 "반물질"이라고 부른다. 예를 들어, 양성자와 전자는 우주에 많이 존재하므로 물질이고, 반양성자와 양전자는 그렇지 않으므로 반물질이다. 그러나 이러한 구별은 사실 임의적이다. 물질과 반물질은 그 빈도를 제외하고는 거의 동등하다 (CP 대칭).

## 같이 보기
- 반물질
- 쌍생성
- 질량-에너지 동등성